# Ибрагимова, Марзия
Марзия Ибрагимова (каз. Мәрзия Ибрагимова; (14 февраля 1918 — 26 мая 2021) — советская казахская колхозница, звеньевая колхоза «Красная Звезда» Джамбулского района Джамбулской области, Казахская ССР. Герой Социалистического Труда (1948).

## Биография
Родилась 14 февраля 1918 года в крестьянской семье в ауле Костобе, Туркестанский край (сегодня — Жамбылский район, Жамбылская область, Казахстан). В 1938 году вступила в колхоз имени «Красная Звезда» Байзакского района Джамбульской области. Первоначально работала рядовой колхозницей, в 1942 году была назначена звеньевым свекловодческого звена.
В 1945 году свекловодческого звено под управлением Марзии Ибрагимовой собрало по 230 центнеров сахарной свёклы с участка площадью 6 гектаров. В 1946 году было собрано по 350 центнеров сахарной свёклы. В 1947 году с участка площадью 4 гектаров звено собрало 822 центнеров сахарной свёклы при плане 220 центнеров. За получение высокого урожая сахарной свёклы удостоена звания Героя Социалистического Труда указом Президиума Верховного Совета СССР от 28 марта 1948 года со вручением ордена Ленина и золотой медали «Серп и Молот».
В колхозе «Красная Звезда» также трудились звеньевые П. Шидакова, К. Теребаева, Сындыбала Онграбаева и Я. Агалиева, которые тоже были удостоены звания Героя Социалистического Труда.
С 1958 по 1961 годы — депутат областного Совета народных депутатов Жамбылской области, депутат Костюбинского сельского совета Свердловского района.
Умерла 26 мая 2021 года, похоронена на мусульманском кладбище села Кызыл-Жулдуз.

## Награды
- Герой Социалистического Труда (1948);
- Орден Ленина — трижды (28.03.1948; 11.04.1949; 15.06.1950);
- Медаль «За освоение целинных земель» (1956)
- Медаль «За доблестный труд в Великой Отечественной войне 1941—1945 гг.».
- Награждена правительственными и юбилейными медалями Республики Казахстан и СССР.
- Почётный гражданин Жамбылской области[3] и нескольких районов.[4]